# Bosque mixto y esclerófilo del Tirreno y el Adriático
El bosque mixto y esclerófilo del Tirreno y el Adriático es una ecorregión de la ecozona paleártica, definida por WWF, que se extiende por la costa mediterránea de Croacia, Italia, Córcega (Francia) y Malta.

## Descripción
Es una ecorregión de bosque mediterráneo que ocupa 85.000 kilómetros cuadrados a lo largo de las tierras bajas costeras de la mitad sur de la península itálica, Sicilia y Córcega. Incluye también la totalidad de Cerdeña, el archipiélago Toscano (entre Córcega e Italia continental), Pantelaria, las islas Pelagias, las islas Dálmatas y Malta.

## Flora y vegetación
Los bosques mixtos y esclerófilo del Tirreno y el Adriático presenta cuatro comunidades vegetales importantes:

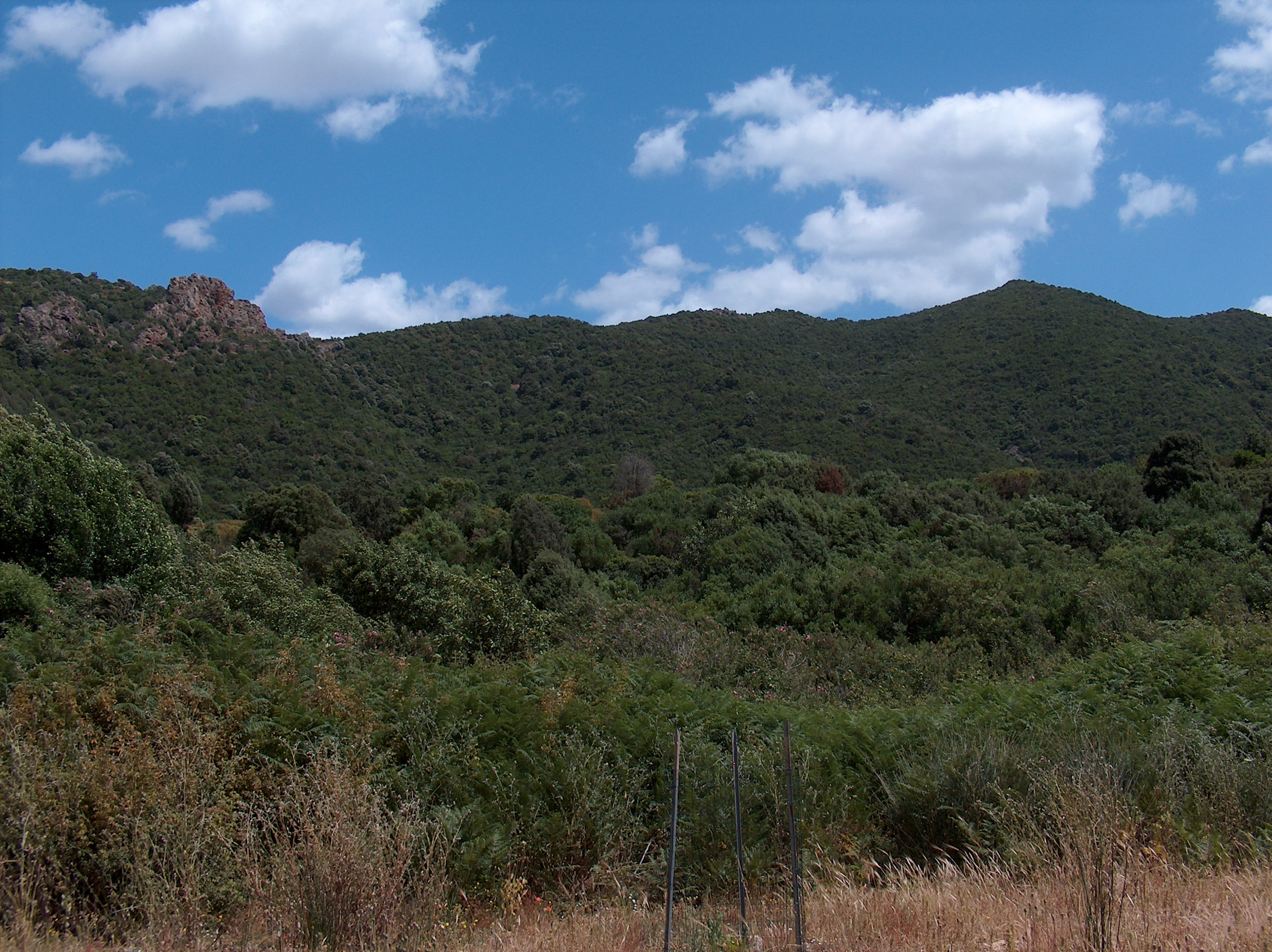
WWF Oasis de Monte Arcosu (Cerdeña)

- Los bosques mixtos de robles del Tirreno están dominados por el roble perenne esclerófilo Quercus ilex y Quercus suber, y por especies de hoja caduca como Quercus pubescens, Fraxinus ornus y Ostrya carpinifolia.
- Algunos remanentes de bosques de robles caducifolios templados, se distribuyen en humedales costeros en la península italiana y en la isla de Córcega. El pino piñonero (Pinus pinea) se encuentra en algunas dunas de arena costeras.
- Los bosques del sureste italiano, en la región de Apulia, se encuentran especies endémicas de robles como Quercus trojana y Quercus macrolepis, así como especies de encina perenne (Quercus ilex) y el roble caducifolio (Quercus pubescens). El pino carrasco (Pinus halepensis) también se encuentra en estos bosques.
- Las islas de Dalmacia están dominadas por el pino carrasco (Pinus halepensis) y la encina (Quercus ilex). También se encuentra una subespecie relicta y endémica de pino, Pinus nigra dalmatica.

La isla de Malta alberga una de las dos poblaciones relictas europeas de la conífera Tetraclinis articulata, típica del norte de África.

## Fauna

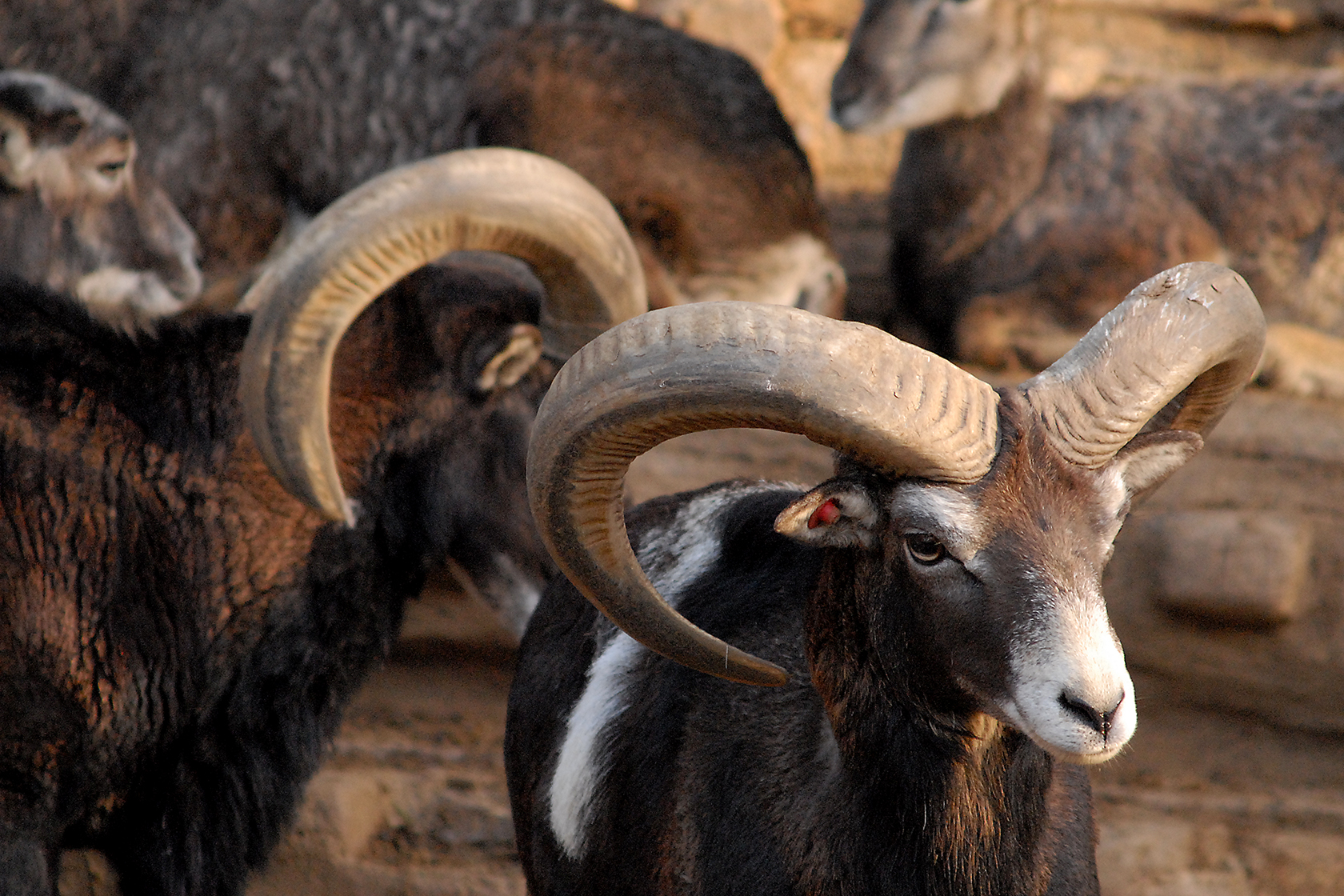
Muflón europeo.

Existen dos especies grandes de mamíferos herbívoros,endémicas de Córcega y Cerdeña, el muflón europeo (Ovis aries musimon) y el ciervo rojo corso (Cervus elaphus corsicanus).

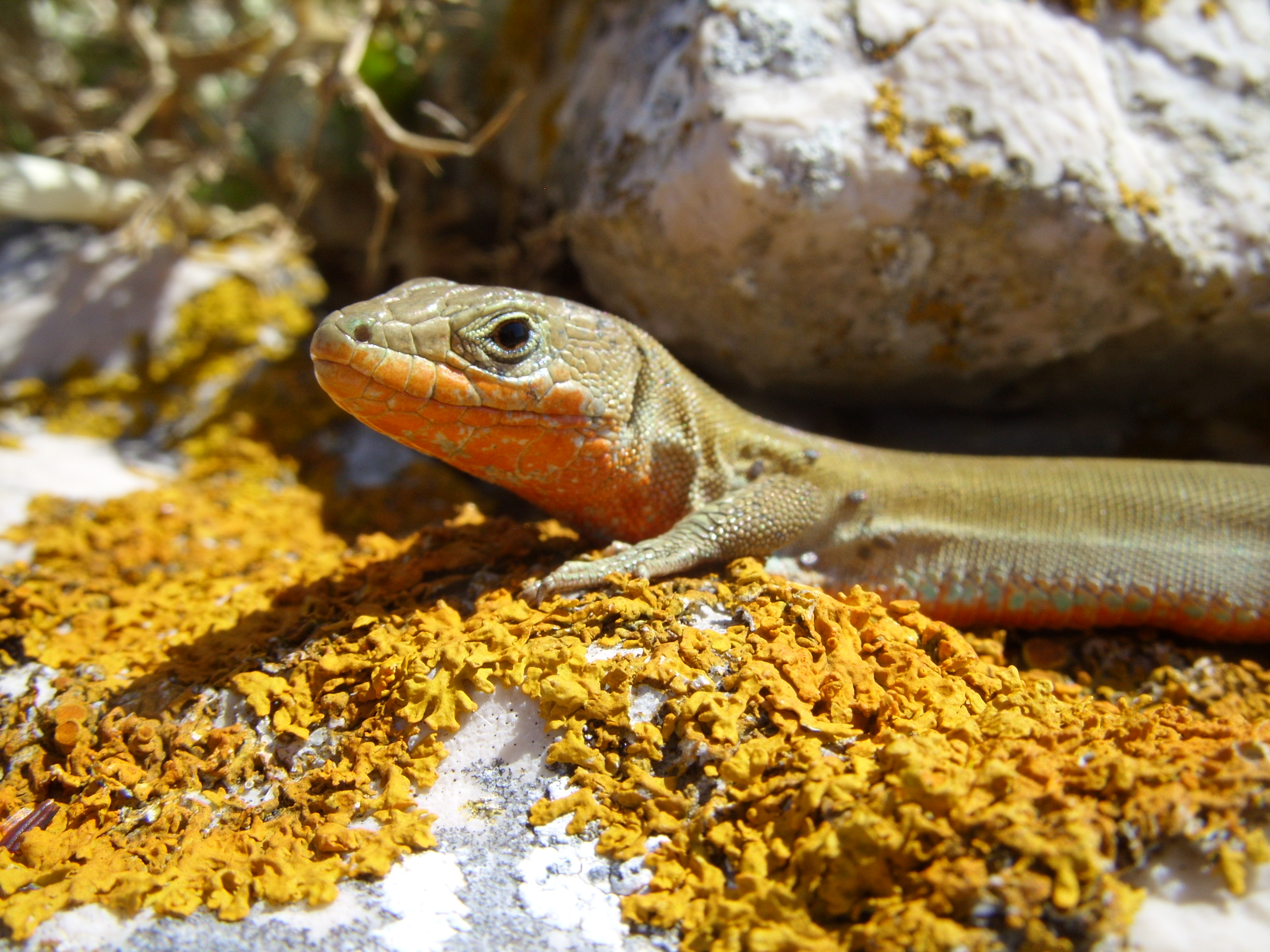
Lagarto del Adriático.

La ecorregión también alberga una rica variedad de aves, con varias especies endémicas, se alimenta de la magnanina de Cerdeña (Sylvia sarda), así como de algunas aves rapaces en peligro de extinción como el buitre leonado (Gyps fulvus), el halcón reina (Falco eleonorae), el halcón lanner (Falco biarmicus), el gavilán levantino (Accipiter brevipes) y el águila perdicera (Aquila fasciata).
Las especies endémicas de anfibios y reptiles también están bien representadas en Cerdeña y en otras partes de la ecorregión. En Dalmacia se han descrito trece subespecies endémicas de lagarto del Adriático (Podarcis melisellensis), cada una específica de una pequeña isla. Una gran cantidad de mariposas en peligro de extinción viven en esta ecorregión; en concreto, en las islas dálmatas viven Leptidea duponcheli, Papilio alexanor, Parnassius apollo, Phengaris nausithous, Coenonympha oedippus, Zerynthia cerisy y Amata phegea.

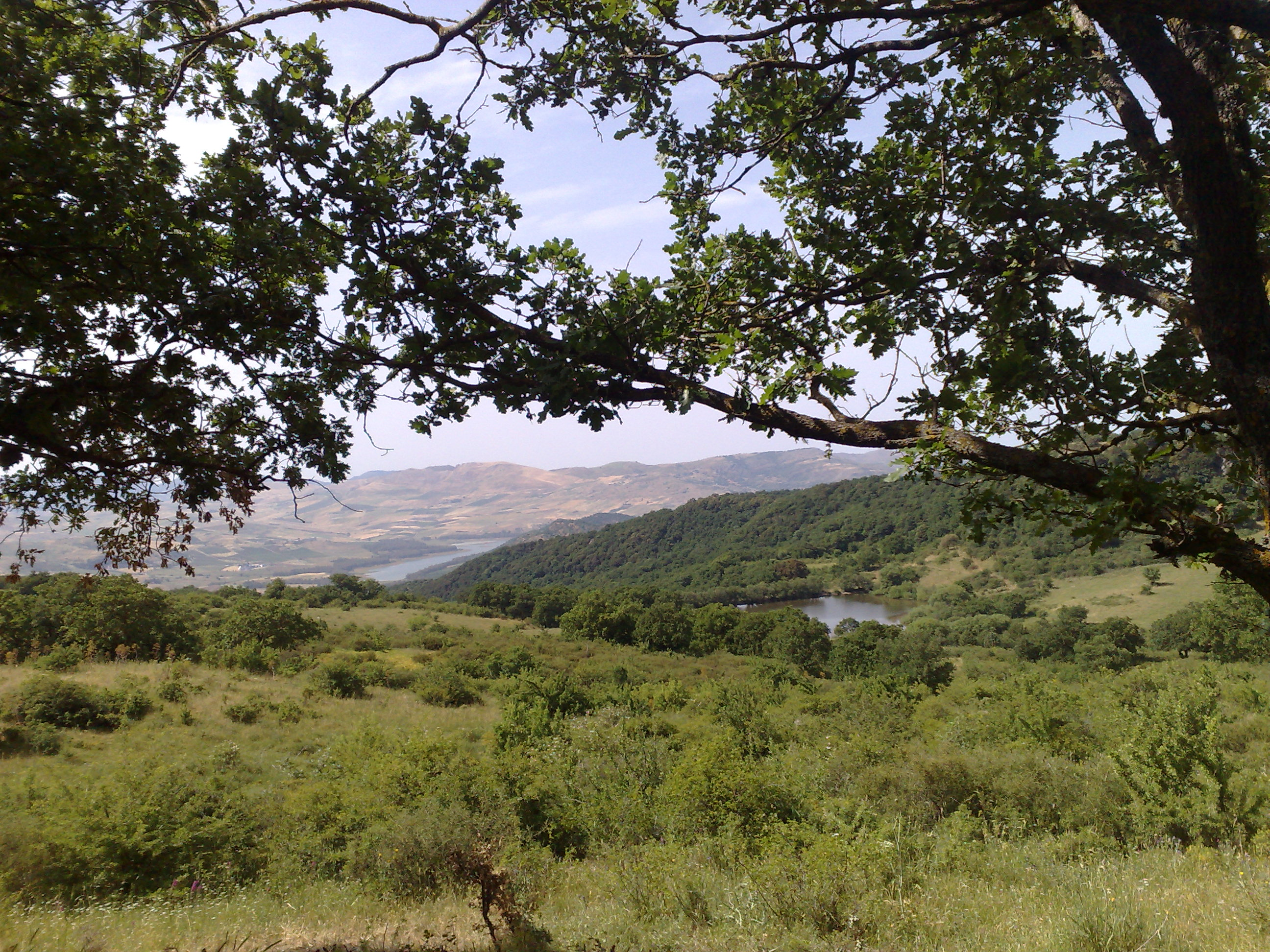
Reserva de Ficuzza, Sicilia.

## Estado de conservación
En peligro crítico. Las principales amenazas son el desarrollo del turismo costero, la urbanización, la escasez de agua, la polución, los incendios forestales y la recolección insostenible de plantas raras. Solo 16.489 km² (21%) de la ecorregión se encuentran en áreas protegidas.